# Yukitaka Omi
Yukitaka Omi (小見 幸隆, Omi Yukitaka, Tokio, 15 december 1952) is een Japans voormalig voetballer die als middenvelder speelde.

## Clubcarrière
Omi begon zijn carrière in 1969 bij Yomiuri. Met deze club werd hij in 1983 en 1984 kampioen van Japan. Omi veroverde er in 1979 en 1985 de JSL Cup en in 1984 de Beker van de keizer. Omi beëindigde zijn spelersloopbaan in 1986.

## Japans voetbalelftal
Yukitaka Omi debuteerde in 1978 in het Japans nationaal elftal en speelde 6 interlands.

## Statistieken
| Japans voetbalelftal | Japans voetbalelftal | Japans voetbalelftal |
| Jaar                 | Wed.                 | Dlp.                 |
| -------------------- | -------------------- | -------------------- |
| 1978                 | 1                    | 0                    |
| 1979                 | 0                    | 0                    |
| 1980                 | 5                    | 0                    |
| Totaal               | 6                    | 0                    |